# Biserica ortodoxă română „Sfântul Dimitrie” din Sărcia

Troița maramureșeană ridicată în fața bisericii

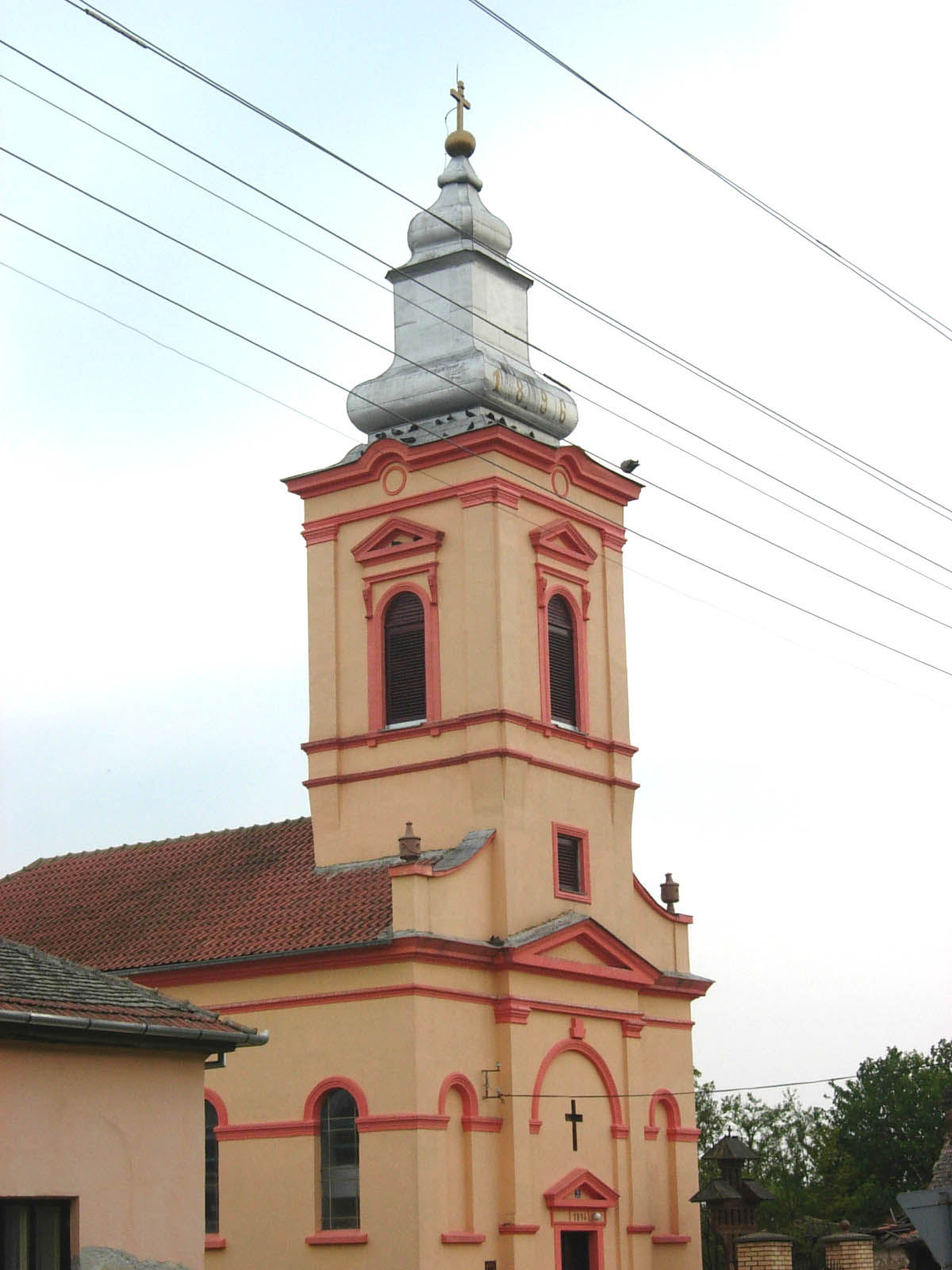
Fațada bisericii între anii 2004-2015

Biserica „Sfântul Mare Mucenic Dimitrie” din Sărcia (în sârbă Румунска православна црква у Сутјесци, cu alfabetul latin: Rumunska pravoslavna crkva u Sutjesci) este o biserică ortodoxă românească situată în satul Sărcia din Serbia, în districtul Banatul Central din provincia autonomă Voivodina, la o distanță de circa 18 km de granița Serbiei cu România. Ea aparține canonic Episcopiei Daciei Felix a Bisericii Ortodoxe Române.

## Istoric

### Biserica veche
Teritoriul satului Sărcia a fost locuit încă din epoca romană, după cum atestă descoperirile arheologice. Prima atestare documentară a satului Sărcia datează din anul 1333, potrivit istoricului Felix Milleker. Satul s-a numit inițial Zoruka, iar mai târziu Szarchatelek. Prima vatră a românilor sărcinenți a fost pe locul numit Șâbova, în apropierea satului Șurian, la o distanță de aproximativ 25 km de locul actual al satului. Unele documente aflate în arhiva Arhiepiscopiei Timișoarei menționează că în anul 1766 satele Sărcia și Șurian aveau o parohie ortodoxă comună, inclusă în Protopopiatul Ciacova. Slujbele erau oficiate în limba slavonă, într-o casă închiriată, de către preoții Simion Adamovici din Izbiște și Nicodin Laușevici din Șurian.
Românii au migrat în jurul anului 1780 pe locul numit Mălăiște și s-au așezat în jurul anilor 1784-1786 pe locul actual al satului de pe malul drept al Timișului, iar prin 1785 era deja amintit un preot pe nume Ioan. În anii 1801-1803 au fost colonizate în sat 67 de familii de etnici germani, care au locuit aici până la cel de-al Doilea Război Mondial. Au existat astfel două sate: Sărcia Română și Sărcia Germană.
Pe locul actual al satului a fost construită în 1794 o biserică de lemn, acoperită cu stuf, care a fost sfințită în anul 1796 de preotul sârb Filip Stefanovici din Kikinda. Clopotul micii biserici era așezat pe un scaun de lemn din fața bisericii. Aici au slujit singuri sau prin rotație preoții Grigorie Petrovici (prin 1790-1796), Iancu Trailovici (pe la 1798-1818) și Andrei Bugariu (prin 1800-1815). Preotul Pavel Martinovici (1794-1855), originar din Toracul Mic, a păstorit ca paroh în perioada 1818-1852, și i-a succedat ginerele său, preotul Marcu Nestorovici (1823-1863), originar din Timișoara, care a fost inițial capelan și apoi paroh (1852-1863) și a murit prematur la vârsta de 40 de ani. A urmat preotul Pavel Condan (1819-1882), originar din sat, care a păstorit aici în perioada 1872-1882, iar, după moartea sa la 25 aprilie 1882, i-a succedat Liubomir Nestorovici (1848-1914), fiul fostului paroh Marcu Nestorovici, care a fost paroh în perioada 1882-1906. În vara anului 1894 biserica veche a ars într-un incendiu, care a cuprins două străzi ale satului. Parohia Sărcia făcea parte în acea vreme din Protopresviteratul (protopopiatul) Banat-Comloșului al Episcopiei Aradului.

### Actuala biserică
O nouă biserică, cu hramul Sf. Mare Mucenic Dimitrie, a fost construită pe locul vechii biserici în 1896 (conform pisaniei originale care s-a păstrat), după proiectul ing. Paul Rozvan din România și cu contribuțiile credincioșilor din sat. Sfințirea bisericii a avut loc pe 29 iunie 1896, de hramul Sfinților Apostoli Petru și Pavel, și a fost oficiată de episcopul Ioan Mețianu al Aradului, asistat de un sobor de preoți, printre care protosincelul Augustin Hamsea și protopresviterii Paul Miulescu și Ignatie Papp (viitor episcop al Aradului în perioada 1902-1925). Preotul paroh nu a putut participa la sfințire din cauza faptului că suferea de o boală grea. A participat număr mare de credincioși din localitățile învecinate. O contribuție aparte a aparținut preotului Paul Tempea din Toracul Mare care era, pe atunci, vicar protopopesc de Banat-Comloș și inspector al școlilor confesionale ortodoxe române.
Edificiul are următoarele dimensiuni: lungimea interioară - 18,5 m, lățimea interioară - 9 m, grosimea zidurilor - 1 m, înălțimea interioară 7,8 m și înălțimea turnului - 36 m. Spre deosebire de biserica veche, care avea doar un clopot, biserica actuală are trei clopote care au fost confecționate de Turnătoria Antoniu Novotny din Timișoara și cumpărate de Parohia Sărcia în 1890. Două clopote (cel mare și cel mijlociu) au fost confiscate de autoritățile austro-ungare în timpul Primului Război Mondial, dar în locul lor au fost cumpărate în 1929 alte două clopote de la atelierul Livarna Zvona din Maribor. Clopotul mare are 1.000 kg, cel mijlociu 600 kg și cel mic 35 kg. Clopotul mare și cel mijlociu conțin următoarea inscripție: „S-a turnat acest clopot la anul de la Hristos 1929 pentru Sf. Biserică ort. rom. din Sărcia Română, cu hramul Sf. M. M. Dimitrie, spre binele lui Dumnezeu și drept credincioșilor creștini”. Pe clopotul mic se află următoarea inscripție: „Cumpărat pe spesele bisericii G. R. din Sărcia Română, în anul 1890, sub epitropia lui Eudochiu Lăpădatu, de la Turnătoria Antoniu Novotny, Timișoara N. 784”.
Preotul Liubomir Nestorovici a decedat la 16/29 noiembrie 1914, iar, după moartea sa, a fost numit ca paroh preotul Gherasim Andru (1890-1957), originar dintr-o familie de preoți și provenit din satul Chișcău (azi în județul Bihor). Preotul Gherasim Andru a slujit ca paroh la Sărcia timp de peste 40 de ani și a ajuns iconom stavrofor și protopop al Protopopiatului Sărcia. El a sprijinit viața culturală și spirituală a satului: a procurat cărți și reviste în limba română cu care a format o bibliotecă bogată, punându-și cărțile la dispoziția elevilor și studenților, și i-a îndemnat pe săteni să-și trimită copiii la școlarizare la Vârșeț. În timpul păstoririi sale, parohia din satul Sărcia a fost vizitată la 2 noiembrie 1928 de episcopul Grigorie Comșa al Aradului, care a fost întâmpinat cu fanfară și cu călăreți în costum tipic bănățean, a ținut o slujbă în biserică și a participat la un banchet organizat în fosta școală confesională. Preotul Andru a murit la 26 martie 1957 și a fost înmormântat în cimitirul românesc din Sărcia.
Statul român a finanțat până în 1941 atât școala primară românească mixtă (atestată documentar în 1848), cât și biserica românească din Sărcia, în calitate de obiective culturale ale comunității românești din Serbia. Compoziția etnică a satului s-a schimbat spre sfârșitul celui de-al Doilea Război Mondial: etnicii germani au fost alungați, iar în locul lor au fost aduse circa 300 de familii de etnici sârbi. Satul a primit în anul 1947 numele nou Sutjesca. Credincioșii ortodocși sârbi au construit în sat începând din anul 2002 o biserică proprie cu hramul „Înălțarea Domnului”, care a fost sfințită la 19 aprilie 2015.
După moartea parohului Gherasim Andru slujbele religioase la biserica din Sărcia au fost oficiate o vreme de preoții din localitățile învecinate. Parohia Sărcia a avut apoi doi preoți care au stat puțin în sat: Bujorel Lupșici (1962-1965), originar din Deliblata, și Octavian Păuță (1965-1967), originar din Coștei, după care postul de paroh a rămas vacant timp de patru ani, până în 1971. Preotul Romolus Ioța, născut în 1947 în Jamul Mic, a fost paroh în perioada 1971-1977, după care a plecat și el, iar slujbele religioase au fost celebrate până în 1979 de preotul Ioan Sfera din Torac. A urmat preotul Constantin Suru (1979-1983), originar din Straja, iar începând din 1983 nu a mai fost preot în sat. Au slujit de atunci la biserica din Sărcia prin rotație preoții Petru Măran din Iancaid și Lucian Popa din Ecica, apoi din 2006 de protopopul Petru Drăghicescu din Toracul Mare și preotul Gabriel Bandu din Ecica și mai târziu de preotul Cristian Popi de la Toracul Mare. În cadrul bisericii au funcționat un cor (în perioada 1891-2003) și o bibliotecă (care a fost înființată în 1921 și avea în anul 1924 peste 400 de cititori). În octombrie 2012 a fost inaugurată o nouă bibliotecă parohială în limba română, la inițiativa preotului Petru Berbentia de la Parohia „Sfinții Apostoli Petru și Pavel” din Reșița.
La 18 august 1996, cu ocazia aniversării a 100 de ani de la sfințirea actualului lăcaș de cult, a fost instalată în fața bisericii și sfințită (de vicarul Moise Ianeș) o troiță maramureșeană cu înălțimea de peste 4 m, care fusese realizată de meșterul popular Teodor Bârsan din Maramureș și donată de către societatea „Avram Iancu” din România. Troița conține o placă cu următoarea inscripție: „Această troiță a fost donată Bisericii Ortodoxe-Române din Sărcia de către S.C.P. **Avram Iancu** din România și s-a sfințit la 18.08.1996.”
Începând din anul 2001 au fost efectuate o serie de lucrări de reparație și renovare ale bisericii, care s-au desfășurat în etape și au fost încheiate în 2017. Dotarea cu mobilier nou s-a efectuat atât din contribuțiile enoriașilor, cât și prin donațiile efectuate de alte parohii românești; astfel, parohia din Bocșa Montană a donat un candelabru. Odată terminate lucrările de renovare, biserica din Sărcia a fost resfințită la 5 februarie 2017 de episcopul Daniil Stoenescu, împreună cu un sobor de preoți din alte localități românești din Serbia și în prezența unor oficialități din Serbia și România, printre care și consulul României la Vârșeț.
Biserica a fost vizitată începând din 2001 de episcopul Daniil Stoenescu care a trecut de mai multe ori prin Sărcia în timpul păstoririi sale, inclusiv în august 2012 și februarie 2017.

## Pictura bisericii
Iconostasul este confecționat din lemn și conține icoane pictate de Gheorghe Popovici din Becicherecu Mare, ucenic al maestrului Dimitrie Popovici. Pictura murală a fost realizată prin anii 1970.

## Obiecte de patrimoniu
În patrimoniul bisericii se află un potir și o cădelniță din secolul al XVIII-lea, care provin de la vechea biserică, câteva icoane în stil popular din secolul al XVIII-lea, tot de la vechea biserică, și icoane pictate în 1836, care conțin inscripții de donație în limba română.